# NGC 4048
NGC 4048 é uma galáxia espiral (S?) localizada na direcção da constelação de Coma Berenices. Possui uma declinação de +18° 00' 56" e uma ascensão recta de 12 horas, 02 minutos e 50,1 segundos.
A galáxia NGC 4048 foi descoberta em 23 de Março de 1827 por John Herschel.